# 卡明 (克羅列韋茨區)
51°24′33″N 33°35′19″E / 51.40917°N 33.58861°E
卡明（烏克蘭語：Камінь）是位於烏克蘭東北部的村莊，由蘇梅州科諾托普區的克羅萊韋茨市鎮負責管轄。該村處於謝伊姆河畔，分別距離莫羅濟夫卡1.5公里、穆京3公里和利特維諾維奇4公里，海拔高度138米，2001年人口879。